# Eupithecia castellata
Eupithecia castellata là một loài bướm đêm trong họ Geometridae.